# David Solbrig
David Solbrig (getauft 14. November 1658 in Raschau; † 27. Januar 1730 in Seehausen (Altmark)) war ein deutscher evangelischer Pfarrer und Mitglied der Preußischen Akademie der Wissenschaften.

## Leben
David Solbrig stammte aus dem Erzgebirge, wo er als Sohn des Müllers Daniel Solbrig in der unteren Mühle von Raschau geboren wurde. Später war sein Vater Erbmüller in Markersbach. Ab 1680 studierte David Solbrig an den Universitäten Wittenberg und Leipzig. 1686 wurde er Diakon in Mittenwalde. In Seehausen in der Altmark war er von 1691 bis zu seinem Tod als Pfarrer und Inspektor (Superintendent) tätig.
Am 10. Dezember 1721 wurde Solbrig zum auswärtigen Mitglied der preußischen Akademie der Wissenschaften in Berlin gewählt. In verschiedenen Schriften setzte er sich für die Entwicklung einer allgemeinen Schrift ein, die durch Ziffern statt durch Buchstaben dargestellt werden und eine leichtere Verständigung zwischen verschiedenen Sprachen ermöglichen sollte. Ein erster umfangreicher Band seiner Sprachlehre erschien 1725 in Latein, Deutsch und Französisch.
Solbrig war zweimal verheiratet. Am 13. Juni 1687 heiratete er Anna Sophia, die Tochter von Johann Caspar Richter, seinem Vorgänger als Diakon und jetzigem Propst von Mittenwalde. Der Sohn Johann David Solbrig (1688–1765) wurde ebenfalls Pfarrer und war ab 1733 Superintendent in Salzwedel. Die zweite Ehe schloss Solbrig am 13. Juli 1692 mit Anna Rosina, Tochter des Superintendenten Andreas Praetorius (1627–1699) in Brandenburg an der Havel. Ob dieser Ehe Kinder entstammen, ist nicht bekannt.

## Schriften (Auswahl)
- Probe Der Allgemeinen Schrifft, Nebst den Schlüsseln von 19. Sprachen. Schuster, Salzwedel 1725. (Digitalisat)